# テトゥン語
テトゥン語（テトゥンご、Tetum, Tetun とも）はマレー系（オーストロネシア語族）の言語。東ティモールの公用語の1つである。ポルトガル語・マレー語・インドネシア語からの借用語を多く持つ。16世紀に、ポルトガルによるティモール島の植民地化ののち通商言語として広まった。主要方言は首都ディリの方言で、テトゥン＝プラサ（Tetun-Prasa）と呼ばれる。より伝統的な形は地方で話されるテトゥン＝テリク （Tetun-Terik）に残る。

## 方言
テトゥン語にはインドネシア・東ティモールに渡って以下の方言がある。

### ディリ方言(Tetun-Dili)
東ティモールの首都・ディリで使用されている方言で、都市方言(Prasa-Tetum)ともいわれている。エスノローグでは、この方言をクレオール言語として扱っている。

### テリク方言(Tetun-Terik)
南部および西南部沿岸で使用されている方言。

### ベル方言(Tetun-Belu)
オンバイ海峡からティモール海にかけてのティモール島中部の方言で、東ティモールと西ティモールの境界付近で使用されている。インドネシアのアタンブア教区の典礼言語となっているにもかかわらず、インドネシアにおいて地位の無い地域言語(bahasa daerah)となっている。

### ナナエク方言
ディリとマナトゥト(Manatuto)を結ぶ海岸道路沿いのメティナロ(Metinaro)で使用されている方言。
ベル方言とテリク方言はそれぞれの地域外では話されず、理解されない。また、これら東ティモールで使用されている方言の総称をテトゥン・プラサ(Tetun-Prasa)という。ポルトガル語はポルトガル領ティモール時代(-1975)現在の東ティモールの公用語だったが、テトゥン・プラサは優勢なリングワ・フランカであった。

## 歴史
ポルトガルによる植民地化が始まる前の15世紀、テトゥン語はティモール島中・東部におけるピジン言語として広まっており、当時ベル方言を使用していたウェハリ王国(Kingdom of Wehali)の保護下にあり、この王国がティモール島で最大の権威だった。
1556年よりポルトガルがウアブ・メト語と使用している西ティモールに入植を始めると、1769年に現・東ティモールの飛び地にあるオエクシ＝アンベノから現在の首都ディリに首都を移し、植民地内の共通言語をテトゥン語にした。また、これは地域言語がリングワ・フランカになっている数少ないポルトガル植民地でもあった。これはポルトガルの植民地統治が直接的というよりかは間接的であったことが原因であり、ポルトガルはカトリック思想から土着の王を通じて統治を行い、ポルトガル王国の属国としたことによるものである。
インドネシア領東ティモールになった1975年から1999年までは、政府が「27番目の地方」を布告し、ポルトガル語の使用が禁止され、インドネシア語が唯一の公用語とされた。しかしローマカトリック教会はテトゥン語を典礼言語として採用し、これが東ティモールの国家としてのアイデンティティを培った。2002年の独立後は、テトゥン語とポルトガル語を公用語にする政令が発布された。

## 語彙
元来ティモール島に存在した固有語彙、マレー世界との交流によって流入したマレー語語彙、ポルトガルの植民地化によって流入したポルトガル語語彙がある。

### 固有語
「東ティモール」のテトゥン語表記"Timór Lorosa'e"は「日出づるティモール」、つまり「東のティモール」という意味であるが、loroは「太陽」、sa'eは「昇る」という固有語である。また、「言葉」のテトゥン語はliafuanだが、これもlia（声）・fuan（果実)という固有語である。このように、固有語は基本的な語彙に存在する。

### マレー語
東ティモールはマレー世界に属し、マレー地域の共通語としてマレー語を使用していた。そのため、マレー語由来の語彙が存在している。
インドネシアの統治の影響で、インドネシアから入ったマレー語も多く存在する。

### ポルトガル語
igreja（教会）やkafé（コーヒー、元の綴りはcafé）のような宗教用語や近代的な語彙、imposivel（不可能、元の綴りはimpossível）のような抽象的な概念の単語がポルトガルの植民地化を通じて入った。

### 数
- ida 1
- rua 2
- tolu 3
- haat 4
- lima 5
- neen 6
- hitu 7
- ualu 8
- sia 9
- sanulu 10
- ruanulu 20

これらの数詞は固有語だがualuはジャワ語のwoluが由来である。また、数が1000を超える場合は、マレー語やポルトガル語を使う。

### 複合語
固有語彙は、ポルトガル語と組み合わせられることが多く、特に-dór(～する人、～するもの)はよく使われる。
- han (食べる) + dór → handór（食いしん坊）
- hemu (飲む) + dór → hemudór（酒飲み）
- hateten (言う) + dór → hatetendór（お喋りさん）
- sisi (人を悩ます) + dór → sisidór（厄介な人）

## 基本会話
- Bondia – 「おはよう」  (ポルトガル語のBom diaより)
- Di'ak ka lae? – 「お元気ですか？」
- Ha'u di'ak – 「元気です」
- Obrigadu/Obrigada – 「ありがとう（男性/女性）」(ポルトガル語のObrigado/Obrigadaより)
- Ita bele ko'alia Tetun? – 「テトゥン語を話せますか?」
- Loos – 「はい」
- Lae – 「いいえ」
- Ha'u' [la] komprende – 「分かります[ません]」 (ポルトガル語のcompreenderより).